# 企鹅角驼蝶螺
企鹅角驼蝶螺（学名：Creseis virgulacol418），又名芽筆帽螺，是翼足目真有壳翼足目角驼蝶螺科角駝蝶螺屬的一种海洋腹足纲軟體動物。

## 分佈
分佈於韩国、中国大陆、台湾，常栖息在浅海沙底。